# 손지환 (야구인)
손지환(孫智煥, 1978년 11월 13일 ~ )은 전 KBO 리그 한화 이글스의 내야수이자, 현 KBO 리그 LG 트윈스의 잔류군 책임/타격코치이다.

## 선수 시절

### 한국 프로야구 시절

#### LG 트윈스시절
1997년에 고졸우선 지명을 받아 입단하였다. 2002년에는 100경기 이상을 출전하며 내야수로 자리잡았지만 2004년에 투수 진필중이 4년 총액 30억원에 LG 트윈스로 이적하자 보상 선수로 KIA 타이거즈에 이적하였다.

#### KIA 타이거즈시절
이적 첫 시즌에는 2할대 타율, 13홈런, 42타점을 기록했고, 2, 3루를 오가는 유틸리티 플레이어로 만점 활약을 했다. 특히 13홈런은 당시 FA 보상 선수 중 이적 첫 시즌 최다 홈런 기록이었다. 2005년에는 114경기에 출장해 2할대 타율, 88안타, 11홈런, 44타점을 기록하며 본인의 커리어 하이를 기록했다.
2007년까지 활약하다가 당시 감독이었던 조범현이 KIA 타이거즈에 부임한 후 세대 교체를 원해 2008년 1월 17일 내야수 유용목을 상대로 삼성 라이온즈로 트레이드됐다.

#### 삼성 라이온즈시절
이적 후 부진했다. 45경기에 출장해 1할대 타율을 기록하며 2003년 LG 트윈스 이후 5년 만에 1할대의 타율을 기록했다. 부진의 늪에 빠진 그는 결국 2008년 시즌 후 방출됐다.

#### SK 와이번스시절
그 해 겨울에 입단해 재기를 노렸으나 전지 훈련에서 당한 발목 골절로 단 6경기밖에 출전하지 못하고 2009년 시즌 후 방출됐다.

### 일본 독립야구 시절

#### 코리아 해치시절
이후 2010년 2월 일본 간사이 독립 리그의 한국인 구단에 입단하였으나 재정난으로 인해 구단이 해체됐다.

### 한국 프로야구 복귀

#### 한화 이글스시절
2010년 6월 당시 팀의 주전 3루수였던 송광민이 시즌 중 갑작스럽게 군 입대를 하게 되자 내야 전력을 보강하기 위해 그에게 영입 제의가 들어와 6월 28일에 입단하였다. 25경기에 출장해 2할대 타율을 기록한 후 방출됐다.

## 야구선수 은퇴 후
2011년 ~ 2012년에는 SK 와이번스의 SQ(Sports Quotient·스포츠지수)전담 코치로 발탁돼 사회 공헌 활동을 했고, 2013년에 루키팀 코치에 선임됐다.

## 출신 학교
- 서울인헌초등학교
- 휘문중학교
- 휘문고등학교

## 기록
- 2007년 6월 13일 삼성전에서 KBO 리그 사상 최초의 진기록인 무보살 트리플 플레이를 기록했다. 무보살 트리플 플레이란 다른 야수에게 볼을 던져 주자를 아웃시키는 것이 아닌 혼자서 타자 주자와 2명의 주자를 한꺼번에 아웃시키는 행위인데 무사 1·2루 상황에서 박진만의 직선타를 잡아 원 아웃시킨 다음 베이스를 찍어 2루 주자였던 양준혁을 아웃시키며 2루로 가다 미처 1루로 되돌아가지 못한 심정수마저 아웃시켜 KBO 사상 최초로 무보살 트리플 플레이를 성공시켰다.[4]